# Lobo (serie de televisión)
Lobo es una serie de televisión filipina transmitida por ABS-CBN desde el 28 de enero hasta el 11 de julio de 2008. Está protagonizada por Angel Locsin y Piolo Pascual.

## Elenco

### Elenco principal
- Angel Locsin como Lyka Raymundo-Ortega.
- Piolo Pascual como Noah Ortega.

### Elenco secundario
- Shaina Magdayao como Gabrielle Dizon.
- Geoff Eigenmann como Alec Aragon / Remus.
- Ryan Eigenmann como Anton Rivero.
- Pilar Pilapil como Eleanora Blancaflor / Lady Elle.
- Agot Isidro como Nessa Raymundo.
- Dante Rivero como Leon Cristóbal.
- Robert Arévalo como Manolo Sebastian.
- Dimples Romana como Trixie.
- Irma Adlawan como Clara Rivero.

### Elenco extendido
- Lauren Young como Zoe Cristóbal.
- AJ Perez como Bayani "Yani" Mendoza.
- Spanky Manikan como Crisostoco Silva / Alberto de la Rama.
- Nash Aguas como Tikboy Kabigting.
- Gio Álvarez como Elton.
- Maritoni Fernández como Dr. Vivian Lee
- Simon Ibarra como Padre Ben.
- Cris Villanueva como Minyong.
- Ahron Villena como Andrew.
- Archie Adamos como Leo.
- Evelyn Buenaventura como Mananangal.
- Janus del Prado como Choy.
- Eric Fructuoso como Rodolfo.
- Dionne Monsanto como Clarrise.
- Eri Neeman como Dan.
- Crispin Pineda
- KC Aboloc como Annie.
- Timmy Cruz como Ylvana Zaragoza.

### Elenco de invitados
- Kier Legaspi como Nicholas Raymundo.
- Liza Lorena como Señora Blancaflor.
- Susan Africa como Savannah (mayor).
- Bobby Andrews como Emilio "Emil" Ortega.
- Angel Aquino como Savannah (joven).
- Sheryl Cruz como Elle Blancaflor (joven).
- Diether Ocampo como Lorenzo Blancaflor (joven).
- Christian Vasquez como Leon Cristóbal (joven).
- Chinggoy Alonzo como Señor Blancaflor.
- Alexander Romano como Anton Rivero (joven).
- Beatriz Saw como Trixie (joven).
- Jacob Dionisio como Noah Ortega / Jay-Jay (joven).
- Sharlene San Pedro como Lyka Raymundo / Ulay (joven).